# 溶血隐秘杆菌
溶血隐秘杆菌（学名：Arcanobacterium haemolyticum）也称为血溶性神秘杆菌，是隐秘杆菌属的下属物种，呈革兰氏阳性。溶血隐秘杆菌是过氧化氢酶阴性，兼性厌氧，β溶血性且非运动性的细菌。已知溶血隐秘杆菌可引起头颈部感染、咽喉炎和鼻窦炎（溶血隐秘杆菌感染）。

## 历史
溶血隐秘杆菌最初由MacClean等人于1946年从患有喉咙痛的美国军人和南太平洋地区的人中描述。由于它与另一个细菌属棒状杆菌属（Corynebacterium）的相似性，溶血隐秘杆菌最初被归类为Corynebacterium pyogenes hominus亚种。几十年来，它一直被称为Corynebacterium haemolyticum。有关分类的争议于1982年由Collins等人通过创建一个新的属，即隐秘杆菌属（Arcanobacterium）来解决，以根据其肽聚糖、脂肪酸和DNA特征对Corynebacterium haemolyticum进行重新分类。
自最初描述以来，由溶血隐秘杆菌引起的疾病范围已扩展到包括败血症和骨髓炎。溶血隐秘杆菌是革兰氏阳性、兼性厌氧、过氧化氢酶阴性的杆菌（但在细菌生长过程中会转变为球菌形状），排列方式被描述为火柴盒或汉字排列。它在血液中生长，并且二氧化碳可以促进其生长。

## 检测
溶血隐秘杆菌的血溶性可在人血琼脂板上检测到，建议对疑似含有溶血隐秘杆菌的样本进行常规培养于人类血琼脂上以将其与化脓性链球菌区分开来，因为溶血隐秘杆菌很容易与该菌种混淆。通过显微镜观察形态差异也可用于区分它们，因为隐秘杆菌呈杆状而链球菌呈球状。
溶血隐秘杆菌感染最常见于15至25岁的人群，表现为渗出性咽炎或扁桃体炎并伴有颈部淋巴结肿大，症状类似于β-溶血性链球菌或病毒感染。20%至25%的病例会出现胸部、腹部、颈部或四肢的皮疹，如果在没有明确诊断的情况下开始β-内酰胺治疗，就会增加误诊为链球菌感染或青霉素过敏的风险。
溶血隐秘杆菌通常与典型的呼吸道病原体（如链球菌）一起出现在多种微生物感染中。从还含有溶血隐秘杆菌的标本中分离出典型病原体可能是导致遗漏该生物体的部分原因。

## 病理学
在高达2.5%的病例中，溶血隐秘杆菌是喉咙痛的病因。在一项研究中，它是1.4%的应征者咽炎的病原体。它很少出现在健康人的皮肤或喉咙中，这意味着它不是常见细菌菌群的成员。
目前尚不清楚溶血隐秘杆菌导致感染或相关皮肤表现的机制。已知该生物体会产生未表征的溶血素、神经氨酸酶和磷脂酶D（PLD），后者优先作用于鞘磷脂。已知PLD会导致组织损伤，但该细胞外毒素所引起的细胞毒性在疾病中的作用尚未确定。
已报导有化脓性胸膜炎的病例。

## 治疗
从人体分离的溶血隐秘杆菌对红霉素（拟作为一线药物）、克林霉素、庆大霉素和头孢菌素敏感。
肠胃外抗菌药物的使用必须限制于严重感染。